# Sur Vannez
Koordinaten: 47° 23′ 23,7″ N, 7° 0′ 12,4″ O; CH1903: 567142 / 248880
Sur Vannez ist ein befestigter Sporn mit Funden aus der Jungsteinzeit. Die dreiseitig durch die natürliche Umgebung und auf der vierten Seite durch einen Abschnittswall geschützte Anlage liegt bei Chevenez im Kanton Jura westlich von Porrentruy in der Nordschweiz.
Der Platz ist im Westen durch Felsen und an der Nord- und Südseite durch steile Böschungen gefasst. Ein Wall von 120 m Länge sperrte den Zugang von Osten. Auf diese Weise war ein geschütztes Gelände mit einer Fläche von 6000 m² entstanden. Dieser Anlagentyp heisst im Schweizer Sprachgebrauch „abgeriegelter Sporn“.
Aufgrund des unmittelbar unter dem Bodenniveau anstehenden Felsuntergrundes, der die Ablagerung möglicher Kulturschichten verhindert, erbrachten die 1988 durchgeführten archäologischen Ausgrabungen kaum Funde. Das Gelände diente zu verschiedenen Zeiten als Steinbruch,  lassen sich doch die als Baumaterial hervorragend geeigneten Plattenkalke vom Fels leicht abspalten. Daher ist weder der Wall, eine Erdaufschüttung mit Kalksteinplatten von einer Basisbreite von 4 bis 5 m und ca. 1,2 m erhaltener Höhe, noch der davor liegende Graben datierbar.
Lediglich der Fund einer dreieckigen Silex-Pfeilspitze und der Kulturvergleich mit ähnlichen Anlagen in Burgund deuten auf die Entstehung von Sur Vannez in der mittleren Jungsteinzeit hin. Die ältere Forschung hatte noch auf ein römisches Militärlager geschlossen. Die Untersuchungen konnten diese Vermutung jedoch nicht erhärten.